# Leontius (usurpator)
Leontius, död 488, var en östromersk general. 
Han ledde 484–488 ett uppror mot kejsar Zeno med målet att erövra tronen. 